# Sahar Khodayari
Sahar Khodayari (en persa: سحر خدایاری; AFI: [sæhær xodɒjɒri]), també coneguda com la «Noia Blava», (c. 1990 – Teheran, 8 de setembre de 2019) fou una aficionada al futbol iraniana, seguidora de l'Esteghlal FC de Teheran. Una setmana abans de la seva mort, s'immolà com a protesta contra la seva sentència, davant del Tribunal Revolucionari de Teheran.
Intentà entrar a l'estadi Azadi per a un partit de la Lliga de Campions de l'AFC entre l'Esteghlal FC i l'Al-Ain FC, disfressada d'home, però els vigilants de seguretat l'arrestaren i, més tard, el Tribunal Revolucionari la sentencià a sis mesos de presó. Com a oposició a la sentència condemnatòria, es calà foc davant del Tribunal Revolucionari de Teheran. Una setmana després de la immolació morí a l'hospital Motahari a causa de les cremades de tercer grau (90% del cos cremat amb lesions d'inhalació). La seva mort generà nombroses mostres per part d'estrelles locals de futbol, celebritats reconegudes, jugadors internacionals i autoritats esportives.
El país fou escollit per acollir partits de classificació de la Copa de Món de futbol de 2022. La FIFA afirmà que l'Iran havia de permetre que les dones veiessin aquells partits de futbol internacional a l'estadi. Iran garantí aquesta entrada per primera vegada després de 40 anys, un mes després de la mort de Khodayari. D'aquesta forma es convertí en un símbol de protesta contra l'opressió de la república islàmica contra les dones.

## Reaccions
- La FIFA declarà, amb relació a la seva mort, que: «som conscients d'aquesta tragèdia i ho lamentem profundament».[12][13]
- El club italià AS Roma expressà en solidaritat amb Khodayari: «L'AS Roma és groc i vermell però avui el nostre cor sagna blau per Sahar Khodayari».[14]
- Els futbolistes suecs Hedvig Lindahl i Kosovare Asllani reclamaren a la FIFA que acabés amb l'actual "apartheid de gènere" dels estadis de futbol iranians.[15]
- Amnistia Internacional expressà: «el què ha passat a Sahar Khodayari trenca el cor i exposa el terrible menyspreu de les autoritats iranianes cap els drets de les dones al país».[16]
- El futbolista francès Paul Pogba tuitejà: «força i oracions als familiars i amics de la Noia Blava, Sahar Khodayari».[17]
- Masoud Shojaei, el capità de la selecció de futbol iraniana, expressà el seu dolor després que l'Iran guanyés a Hong Kong l'11 de setembre de 2019: «condols, noies de l'Iran. Avui, l'equip Melli ha perdut perquè Sahar no estigué amb nosaltres».[18]
- El FC Barcelona comunicà que: «el FC Barcelona està molt afectat per la mort de Sahar Khodayari, de qui esperem que pugui descansar en pau. El futbol és un joc per a tothom - homes I dones, i tothom hauria de poder gaudir d'aquest bonic joc de forma conjunta als estadis».[19]
- El Departament d'Estat dels Estats Units comunicà que: «la mort de la "Noia Blava", Sahar Khodayari, és una prova més del fet que les persones iranianes són les majors víctimes del règim islàmic».[20]
- Farah Pahlaví, l'última xabanu de l'Iran, manifestà: «Sahar, un dels símbols de la lluita de les dones iranianes contra el règim islàmic, serà recordada per sempre».[21]
- El 12 de setembre de 2019 s'emeté una orde d'arrest contra l'actriu iraniana Saba Kamali, després de publicar a instagram una mostra de suport a Khodayari. Publicà un diàleg imaginari amb Husayn ibn Alí posant en dubte la rellevància de l'acte cerimonial de l'Aixura comparat amb les lleis discriminatòries de l'Iran.[22]
- El club anglès Chelsea FC comunicà que: «estem profundament tristos d'assabentar-nos de la mort de Sahar Khodayari. El futbol és un esport per a tothom i creiem que els estadis han d'estar oberts a tothom».[23]